# Little Nemo (groupe)
Pour les articles homonymes, voir Little Nemo (homonymie).

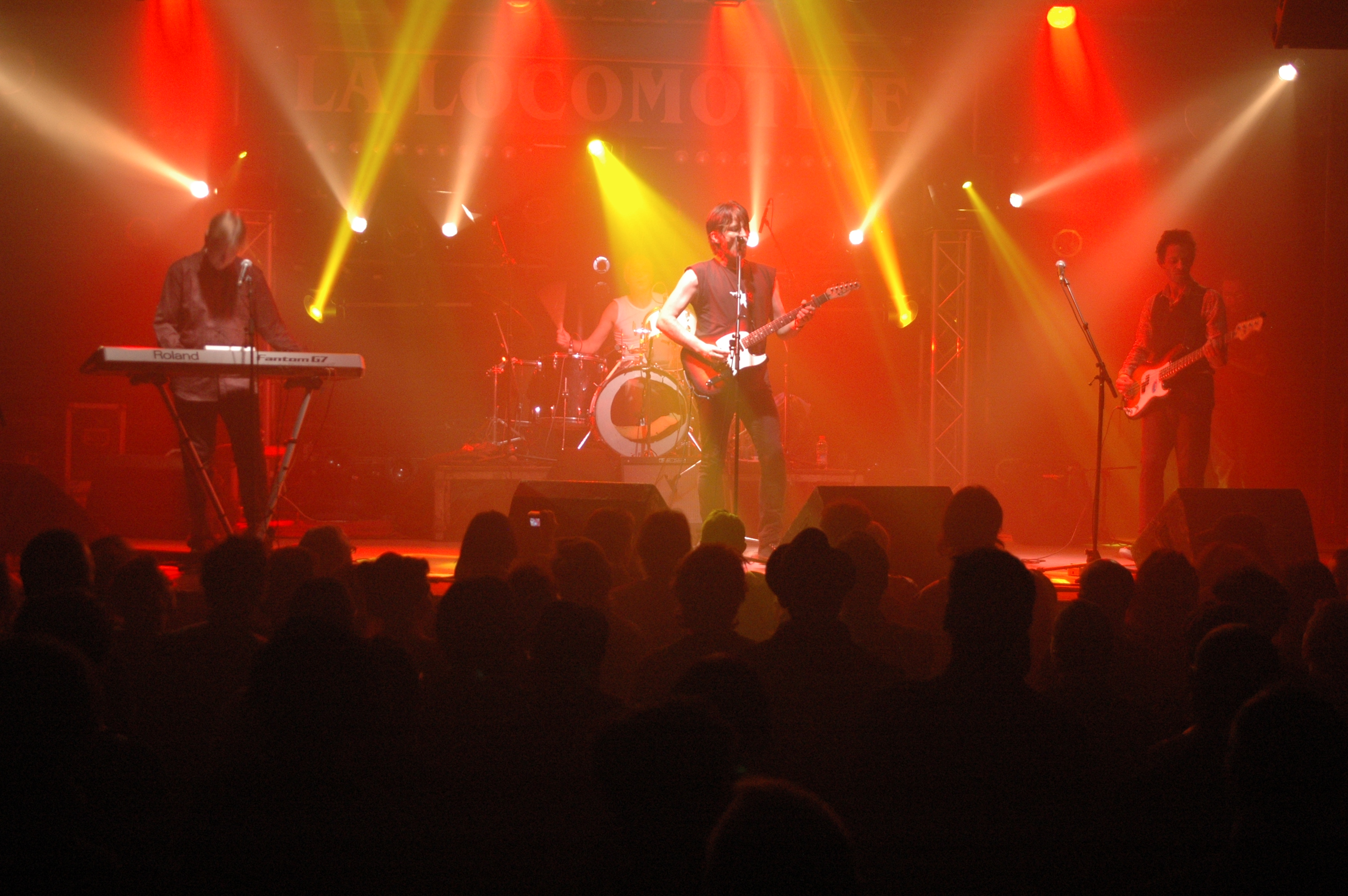
Little Nemo à la Locomotive en 2009.

Little Nemo est un groupe de rock français.
Originaire de la région parisienne (Vallée de Chevreuse), Little Nemo est l'un des groupes français reconnu par la critique britannique dans les années 88-92 (notamment par New Musical Express). Ce groupe fut membre du courant Touching Pop, au carrefour de la new wave d'inspiration anglo-saxonne et du rock. Ce courant rassemblait des groupes français tels que Mary Goes Round, Asylum Party, Neutral Project et Babel 17.
Le nom du groupe est directement inspiré de la BD Little Nemo in Slumberland.
Le groupe est composé à l'origine de :
- Olivier Champeau (chant, claviers)
- Vincent Le Gallo (chant, guitare, basse)

avant l'enregistrement du premier mini LP Private Life arrive :
- Nicolas Dufaure (Basse et guitare, chant)

et pour 2 morceaux sur l'album Turquoise Fields (1990) :
- Gildas Debaussart (batterie)

Et, pour la scène puis à partir du maxi Cadavres Exquis pour le studio :
- Yves Charreire (batterie)
- Ronan Le Sergent (claviers, piano, orgue)
- Georges Remiet (guitare)

Le groupe s'est reformé en 2009 avec :
- Vincent Le Gallo (chant, guitare, basse)
- Nicolas Dufaure (guitare, chant)
- Ronan Le Sergent (claviers, piano, orgue)
- Yves Charreire (batterie)

Le groupe a sorti début 2009 une réédition de ses albums (Past and Future, pour la première fois en CD), Private Life, Sounds in the Attic et The World is Flat) et de tous ses maxis, disponibles sur le label Infrastition. Un nouvel album Out of the Blue sort en 2013. 20 ans après le dernier enregistrement, il prolonge l'univers varié et abouti des précédents albums, et certains de ses morceaux s'ajoutent aux set lists des concerts.
Côté concerts, depuis sa reformation le groupe s'est produit en France, mais aussi en Italie (Vicenza, Milan, Naples, Bologne), en Grèce (Athènes) et en Espagne (Barcelone). Pour la France, le premier concert après la reformation a lieu dans une toute petite salle à Paris en Février 2009. Puis, le 29 avril, le label Infrastition organise le premier concert de Little Nemo dans une grande salle depuis 1992 (la Locomotive) avec également Complot Bronswick et Babel 17 à l'affiche. Citons également d'autres concerts parisiens au Klub le 13 juin 2010, une participation au Wave Gotik Treffen à Leipzig (Allemagne) en 2014, ou plus récemment au Supersonic en janvier 2018 ou au Gibus ce 13 juin 2019. Le groupe s'est également produit le 17 août 2019 lors du festival W-Fest à Waregem (Belgique), dont l'affiche rassemblait entre autres Killing Joke, Peter Hook and the Light, The Stranglers, Echo and the Bunnymen, Jimmy Somerville ...
Depuis, Little Nemo a repris le chemin des studios et a sorti une trilogie d'EPs 3 titres. Le premier, Hérouville Sessions, a été enregistré dans les studios du mythique Château d'Hérouville, haut lieu de la scène musicale française et internationale depuis les années 70, dans lequel des artistes tels que David Bowie, Elton John ou les Bee Gees ont enregistré certains de leurs albums. Cet EP, paru en 2023, revisite des titres composés par Vincent - dont un inédit La Cloche Fêlée - dans une ambiance piano-voix-violoncelle d'une grande sensibilité. 
Le groupe a sorti ensuite un second EP 3 titres, Tangentes Sessions, composé de titres parus au tout début de la carrière du groupe et d'un inédit, Mad Master, enregistrés en studio dans un esprit live.
Un 3è EP, Esterel Sessions, est paru le 13 juin 2025 avec 3 nouveaux morceaux, My LIfe Is A Mess, Libert'yN et Live The Dream. Ces titres ont été joués live pour la 1ère fois lors du concert que Little Nemo a donné à Paris mi-mars 2025.
Ces 3 EPs sont disponibles en streaming et le groupe prépare leur sortie physique au cours du 2ème semestre 2025.

## Albums studio et EP
- 1987 : Past and Future
- 1988 : Private life (EP)
- 1989 : Sounds in the Attic
- 1990 : City Lights (EP)
- 1990 : Turquoise Fields
- 1990 : You Again (EP)
- 1990 : Cadavre Exquis (EP)
- 1991 : Bio-Logic (EP)
- 1992 : The world is flat
- 2013 : Out of the Blue

## Discographie
- Cassette froide

Karnage grafik - 1986
- Past & future

Artefact - 1987
- Private life

Artefact - arty 02 - 1988 : Blue years / A handful of sand / My eternal friend / A day out of time / Precious days 
- Sounds in the attic

Lively art - arty 8 / New rose - 1989 : New flood / Hillside manor / Marine / Sandcastle / Johnny got his gun / A une passante / The joker / Fickleness / Fear in colour / Tales of the wind + Bonus CD : Blue years / A handful of sand / My eternal friend / A day out of time / Precious days
- Turquoise fields

Lively art - arty 22 / New rose (pochette ouvrable) - 1990 : Turquoise fields / L’heure d’hiver / You again / Cadavres exquis / Promise of storm / Running to the sun / God of indifference / Electric jive / The garden wall / Quiet fluid roses / Overprose
+ Bonus CD : Love is a Lie / City Lights (remix) / Berlin / The Fall
- The world is flat

Single KO - 1992 : Railways & roads / Au milieu du ciel / Rubber hearts / In the heat / Rumours / Pray for the great day / Hearts burn / Journey to Ixtlan / Thoughts & words / When summer’s gone / Late world shift / Bain de minuit
- Biologic (Maxi 45 Tours)

Single KO - 1993 : Bio-Logic / Nice Drift / Dancing all the day / Bio-Logic (extended)
- Movement one volume (compilation) : avec le titre Anybody Home édité chez Str8line Records (label) - 2006

- Vol 1 (1987-1989) (réédition) : Infrastition (label) - 2009

- Vol 2 (1989-1992) (réédition) : Infrastition (label) - 2009

- 30 Years with(out) Ian Curtis - Transmission (compilation) : avec une reprise par Little Nemo de Love Will Tear Us Apart de Joy Division chez Infrastition - 2010

- Out of the blue

Infrastition - 2013 : Diskover / Last Sunset / Starship / Golden Days / Le Dormeur Du Val / Eyes and Heart / La Nuit Opère / Pompei / Trojan Waltz / We Love Us / Phaeton and Sun / Billions Seasons
- Herouville Sessions

LN Music - 2023 - La Ballade des Pendus / La Cloche Fêlée / Berlin
- Tangentes Sessions

LN Music - 2024 - Mad Master / Alan Is Waiting / Les Vallées Du Songe
- No Songs Tomorrow - 2024 - Cherry Red Records - (compilation) : avec le titre City Lights

- Esterel Sessions

LN Music - 2025 - My Life Is A Mess / Libert'YN / Live The Dream